# ديفيد وود
ديفيد وود (10 يناير 1965 في المملكة المتحدة - ) (بالإنجليزية: David John Wood)‏ هو لاعب كريكت بريطاني. لعب مع نادي مقاطعة ساسكس للكركيت ‏.

## وصلات خارجية
- ديفيد وود على موقع إي آس بي آن كريك إنفو (الإنجليزية)